# Wiktor Wiktorowitsch Maigurow
Wiktor Wiktorowitsch Maigurow (russisch Виктор Викторович Майгуров; belarussisch Віктар Віктаравіч Майгураў / Wiktar Wiktarawitsch Majhurau; englisch Viktor Maigourov; * 7. Februar 1969 in Tscherjomuchowo, Stadtkreis Sewerouralsk, Oblast Swerdlowsk, Russische SFSR, Sowjetunion) ist ein ehemaliger russischer Biathlet und heutiger Politiker und Biathlon-Funktionär.

## Karriere
Wiktor Maigurow nahm an drei Olympischen Winterspielen teil. 1994 startete er noch für Weißrussland und wurde mit der Staffel Vierter. In Nagano 1998 gewann er mit der russischen Staffel die Bronzemedaille und bei den Olympischen Winterspielen 2002 in Salt Lake City konnte er die Bronzemedaille im Einzel über 20 km gewinnen. Bei Weltmeisterschaften konnte Maigurow insgesamt drei Titelgewinne für sich verbuchen, einen Einzeltitel bei der ersten Austragung des Verfolger-Wettbewerbs 1997 und zweimal mit der russischen Staffel 1996 und 2000. Ebenfalls mit Staffeln gewann er zwei seiner vier Silbermedaillen, 1999 in Oslo und 2003 in seiner Heimat Chanty-Mansijsk. Zwei weitere Silbermedaillen erlief er sich 1996 in Ruhpolding im Sprint und mit der Mannschaft. Im Olympiajahr 1998 konnte er zudem noch eine Bronzemedaille von der Mannschaftsweltmeisterschaft mit nach Hause nehmen. Daneben gewann er auch nationale Meistertitel.
Zwar konnte Maigurow sich in seiner Karriere nicht den Gesamtweltcup sichern – er wurde in der Saison 1995/96 Zweiter in der Gesamtwertung, ihm gelangen jedoch zwei Siege in den Disziplinweltcupwertungen mit dem Verfolgungsweltcup 1996/1997 und dem Massenstartweltcup 2001/2002. Insgesamt gewann er in seiner Karriere acht Weltcuprennen und stand 22-mal auf dem Siegerpodest. Bis 1994 startete er für Weißrussland, vor der Auflösung der Sowjetunion für die UdSSR. Maigurow verabschiedete sich 2003 vom aktiven Sport.
Maigurow wohnt in Chanty-Mansijsk, ist verheiratet und hat ein Kind.

## Rechtsanwalt, Politiker und Biathlon-Funktionär
Schon ab 1994 während seiner Aktivenkarriere wirkte Maigurow als Co-Trainer einer Biathlonschule in Chanty-Mansijsk. Ebenfalls noch zur Aktivenzeit begann er ein Studium der Rechtswissenschaften am Institut für Handel und Recht des Uralgebiets (Уральский институт коммерции и права), das er 2001 als Anwalt abschloss. Es folgte eine zweijährige Tätigkeit für das Innenministerium, danach wechselte er in die Verwaltung des Autonomen Kreises der Chanten und Mansen, zunächst als Referent, dann als Direktor einer weiterführenden Bildungseinrichtung für Wintersport («Школа высшего спортивного мастерства-2») und  ab 2008 als Vorsitzender des Komitees für Leibeserziehung und Sport. Bei der Restrukturierung der Verwaltung wurde Maigurow erster Amtsinhaber des im November 2009 neugeschaffenen Ministeriums für Sport und Tourismus. Daneben ist er Präsident der Biathlonföderation des Autonomen Kreises. Maigurow ist Verdienter Meister Sports und er trägt die Medaille des Verdienstordens für das Vaterland 1. und 2. Stufe.
2014 wurde er zum 1. Vizepräsidenten der Internationalen Biathlon-Union gewählt. 2018 durfte er aufgrund der Suspendierung der Vollmitgliedschaft des russischen Verbandes wegen Korruptions-Vorwürfen nicht zur Wiederwahl antreten. Sein Nachfolger wurde der Tscheche Jiří Hamza.
Im Juli 2020 wurde Maigurow als Nachfolger des zurückgetretenen Wladimir Dratschow zum Präsidenten des russischen Biathlon-Verbands RBU gewählt.

## Biathlon-Weltcup-Platzierungen
Die Tabelle zeigt alle Platzierungen (je nach Austragungsjahr einschließlich Olympische Spiele und Weltmeisterschaften).
- 1.–3. Platz: Anzahl der Podiumsplatzierungen
- Top 10: Anzahl der Platzierungen unter den ersten zehn (einschließlich Podium)
- Punkteränge: Anzahl der Platzierungen innerhalb der Punkteränge (einschließlich Podium und Top 10)
- Starts: Anzahl gelaufener Rennen in der jeweiligen Disziplin

| Platzierung                                               | Einzel | Sprint | Verfolgung | Massenstart | Team | Staffel | Gesamt |
| --------------------------------------------------------- | ------ | ------ | ---------- | ----------- | ---- | ------- | ------ |
| 1. Platz                                                  | 1      | 4      | 3          |             |      | 5       | 13     |
| 2. Platz                                                  | 1      | 4      | 1          |             |      | 3       | 9      |
| 3. Platz                                                  | 5      | 2      |            | 1           |      | 2       | 10     |
| Top 10                                                    | 20     | 27     | 15         | 7           | 1    | 18      | 88     |
| Punkteränge                                               | 29     | 58     | 33         | 14          | 2    | 18      | 154    |
| Starts                                                    | 46     | 80     | 42         | 14          | 2    | 18      | 202    |
| Stand: Karriereende / Daten möglicherweise nicht komplett |        |        |            |             |      |         |        |